# Butlerov
Butlerov [butlérov] ima več pomenov.

## Osebnosti
Priimek več osebnosti (rusko Бу́тлеров).
- Aleksander Mihajlovič Butlerov (1828—1886), ruski kemik.